# Hakainde Hichilema
Hakainde Hichilema   (districte de Monze, 4 de juny de 1962) és un empresari, agricultor i polític zambià que és el setè i actual president de Zàmbia des del 24 d'agost de 2021.

## Primers anys
Va néixer al poble de Hachipona, districte de Monze, a l'àrea de la tribu de Hamusonde. Va rebre una beca per estudiar a la Universitat de Zàmbia i es va graduar el 1986 amb una llicenciatura en Economia i Administració d'Empreses. A partir d'aleshores, va realitzar un MBA en Finances i Negocis a la Universitat de Birmingham al Regne Unit.

## Activitats professionals
El 1986 es va dedicar a l'economia com a ajudant consultor a l'empresa Equator Advisory Service (Serveis d'Assessories Equador). Aquell mateix any també va treballar per a l'empresa Coopers & Lybrand Zàmbia. Va ser director d'Assessoria Corporativa (1989) i CEO de Coopers & Lybrand Zàmbia (1994-1998) i de Grant Thornton International Zàmbia (1998-2006).

## Carrera política
Va participar en la fundació del Partit Unit per al Desenvolupament Nacional el 1998. El 2006 va morir Anderson Mazoka, el líder del partit, a qui li va correspondre reemplaçar en la presidència de la col·lectivitat i ser candidat presidencial el 2006.
En les eleccions generals de 2006, Hichilema va obtenir el tercer lloc amb el 25,3% dels sufragis, mentre que en les eleccions següents del 2008 va repetir la mateixa posició, però amb el 19,70% dels vots.
El 2009, Hichilema va signar un pacte amb el Front Patriòtic de Michael Sata, per disputar les eleccions de 2011 junts. No obstant això, la indecisió sobre el candidat del pacte, la profunda desconfiança i les acusacions de tribalisme d'ambdós costats es van traduir en el col·lapse del pacte el març de 2011. En aquestes eleccions del 2011 va obtenir el 18,17% de les preferències.

## Presidència
Hichilema es va presentar a la presidència a les eleccions celebrades el 12 d'agost de 2021, les quals va guanyar amb el 59% dels vots. El president de la comissió electoral, Esau Chulu, va declarar que havia guanyat les eleccions la matinada del 16 d'agost.
Després de la seva victòria, Hichilema va declarar el seu desig de nomenar zambians qualificats en la seva administració. Entre els seus nomenaments hi va haver Sylvia Masebo, Situmbeko Musokotwane, Anthony Bwalya, Jito Kayumba i Garry Nkombo, entre d'altres.